# Bitwa pod Patay
Bitwa pod Patay – starcie zbrojne, które miało miejsce 18 czerwca 1429 pomiędzy Anglikami i Francuzami podczas wojny stuletniej.
Była to piąta i ostatnia bitwa podczas kampanii roku 1429 w Dolinie Loary, pierwszej zwycięskiej dla Francuzów kampanii od czasu wylądowania Anglików w 1415 w Normandii i ogromnej klęski Francuzów w bitwie pod Azincourt (25 października 1415). Kampania roku 1429 miała miejsce w miesiąc po przełomowym dla wojny stuletniej odblokowaniu Orleanu, w wyniku którego Francuzi odzyskali ducha walki i przejęli inicjatywę. Bitwa miała miejsce w dzień po dwudniowej bitwie pod Beaugency. W wyniku kampanii Francuzi odzyskali kontrolę nad przeprawami przez Loarę, a po bitwie pod Patay stanęła przed nimi otworem droga na Reims, gdzie nastąpiła koronacja króla Karola VII.
Angielscy dowódcy, świadomi wzrastającej potęgi Francuzów, wycofywali się do Paryża. Francuzi dogonili ich koło wioski Patay, gdzie Anglicy urządzili zasadzkę i przyjęli walkę. Bitwa zakończyła się ucieczką Anglików. O klęskę oskarżany jest angielski dowódca John Talbot, któremu inny angielski wódz John Fastolf radził, by nie podejmować boju w tym miejscu. Talbot nie posłuchał, chociaż Francuzi – prowadzeni przez Joannę d’Arc – przejawiali wyjątkowo wysokie morale i ducha walki (do tamtej pory zwykle podchodzili do Anglików z wielką ostrożnością).
Zginęło bądź dostało się do niewoli 2200 Anglików oraz zdobyto obfite zaopatrzenie. W bitwie tej do niewoli dostał się na 4 lata John Talbot, który później filozoficznie odparł księciu D’Alencon „Takie są koleje wojny”. Joanna d’Arc była wręcz pewna, że tę bitwę wygra, powiedziała bowiem przed nią: ażeby Francuzi założyli dobre ostrogi. Dowódca wojsk francuskich książę d’Alencon spytał: dlaczego? Czyż będziemy uciekać? Joanna odparła: Musimy mieć dobre ostrogi, ażeby ścigać Anglików aż do morza.
Bitwa jest nazywana przez Francuzów odwetem za Azincourt.